# Nieuwlande (Drenthe)
Nieuwlande (Drents: Neilaande) is een dorp, voornamelijk gelegen in de Nederlandse provincie Drenthe, in de gemeenten Hoogeveen en Coevorden. Een klein deel van het dorp ligt in de Overijsselse gemeente Hardenberg.

## Geografie
Nieuwlande is een veenkoloniaal dorp in het zuiden van Drenthe. Het is ontstaan op de plaats waar vijf gemeenten samenkwamen: Oosterhesselen (verreweg het grootste deel), Dalen, Coevorden, Hardenberg en Hoogeveen. Een boek over de geschiedenis van het dorp kreeg daarom de pakkende titel 'Nieuwlande, dorp met vijf burgemeesters' mee. Deze situatie belemmerde in hoge mate de uitbreidingsmogelijkheden en een efficiënt bestuur: voor veel gemeenten was het maar een onbelangrijk randgebied. Bij de gemeentelijke herindeling van Drenthe op 1 januari 1998 heeft men er daarom voor gekozen het dorp bij één gemeente onder te brengen, door de gemeentegrens van Hoogeveen zo'n 1,5 kilometer naar het oosten op te schuiven. Het kleine deel in de gemeente Hardenberg (provincie Overijssel) was hier niet bij betrokken. Met de nieuwe gemeentegrens bleven enkele Nieuwlandse huizen achter in de nieuwe fusiegemeente Coevorden. De grens loopt niet meer dwars door het dorp heen. De huizen in de gemeente Hardenberg horen bij De Krim.

## Voorzieningen
Nieuwlande heeft een Nederlands Hervormde nieuwbouwkerk, een gereformeerde kerk uit 1913, een Hersteld Hervormde Kerk en een kerk van de Vergadering van gelovigen. Overige voorzieningen zijn sportvelden, voetbalclub SCN, een openbare en een protestants-christelijke basisschool, een supermarkt met postagentschap, een eigen speeltuinvereniging en enkele andere bedrijfjes en horecagelegenheden. Het dorpsgebied kenmerkt zich door landbouwgebied (veenontginningen) en enkele natuurgebiedjes, bestaande uit bos en heide of veen.

## Geschiedenis

### Tot aan de Tweede Wereldoorlog
Over het grondgebied van het toekomstige Nieuwlande liep de Coehoornsdijk, Friesche of Statendijk die was aangelegd om de vestingstad Coevorden te beschermen. Menno van Coehoorn is naamgever van de dijk en heeft rond 1680 de dijk aangepast als onderdeel van de fortificatie van de stad Coevorden.
Het juridische begin van Nieuwlande is op 30 maart 1816. Op die datum verkopen de markegenoten van Zwinderen een perceel veen van 150 morgen aan Rudolph Otto van Echten (directeur van de Compagnie van 5000 Morgen) en de verveners Warner de Jonge en Hugo Christiaan Carsten in Hoogeveen. In het contract wordt bepaald, dat het Oostopgaande in oostelijke richting wordt doorgetrokken.
In latere jaren is het vooral de vervenersfamilie Bruins Slot, die hier activiteiten ontplooit. Daar waar vanuit het Oostopgaande een Dwarsgat (nu Brugstraat) is gegraven en aan het begin van de Zwinderse Scheiding (Scheidschediek), ontstaat rond 1850 de eerste bewoning door veenarbeiders.
In 1890 staan er circa veertig woningen, waarvan de meeste langs het Oostopgaande en verder verspreid langs het Dwarsgat en verschillende 'wieken'. Op het afgegraven veen laten de Hoogeveense eigenaren veel bos aanplanten. Het hout hiervan gaat weg voor het stutten van gangen in kolenmijnen, die overal in Europa tot ontwikkeling komen. De schors gaat naar leerlooierijen, onder andere in Hoogeveen.
Vanaf 1900 verdwijnen de bossen en maken arbeiders en kleine boeren de grond gereed voor landbouw. De Hoogeveense eigenaren verkopen deze grond aan vooral jonge gereformeerde Groninger boeren, die hierop voor die tijd kapitale boerderijen stichten. In dertig jaar tijd worden er bijna vijftig gebouwd. Na de veenarbeiders zijn zij de tweede groep immigranten in het 'nieuwe land'.
In 1909 laat Jacob Dijkema in de dakpannen van zijn nieuwe boerderij de naam Nieuwlande aanbrengen. Het duurt evenwel nog een aantal jaren totdat de gemeente Oosterhesselen deze naam officieel gaat gebruiken als aanduiding van het nieuwe dorp.
Sociologisch is er tot ver na de Tweede Wereldoorlog een tegenstelling tussen de meestal hervormde veenarbeiders en de gereformeerde boeren. In 1928 wordt een tuinbouwvereniging opgericht, om voor de eerste groep tuinbouw in dit gebied te stimuleren. De 'bonenfabriek' van Lucas Aardenburg in Hoogeveen is een goede afnemer, waardoor veel kleine boeren en arbeiders hun karige inkomen kunnen aanvullen.

### Tijdens de Tweede Wereldoorlog

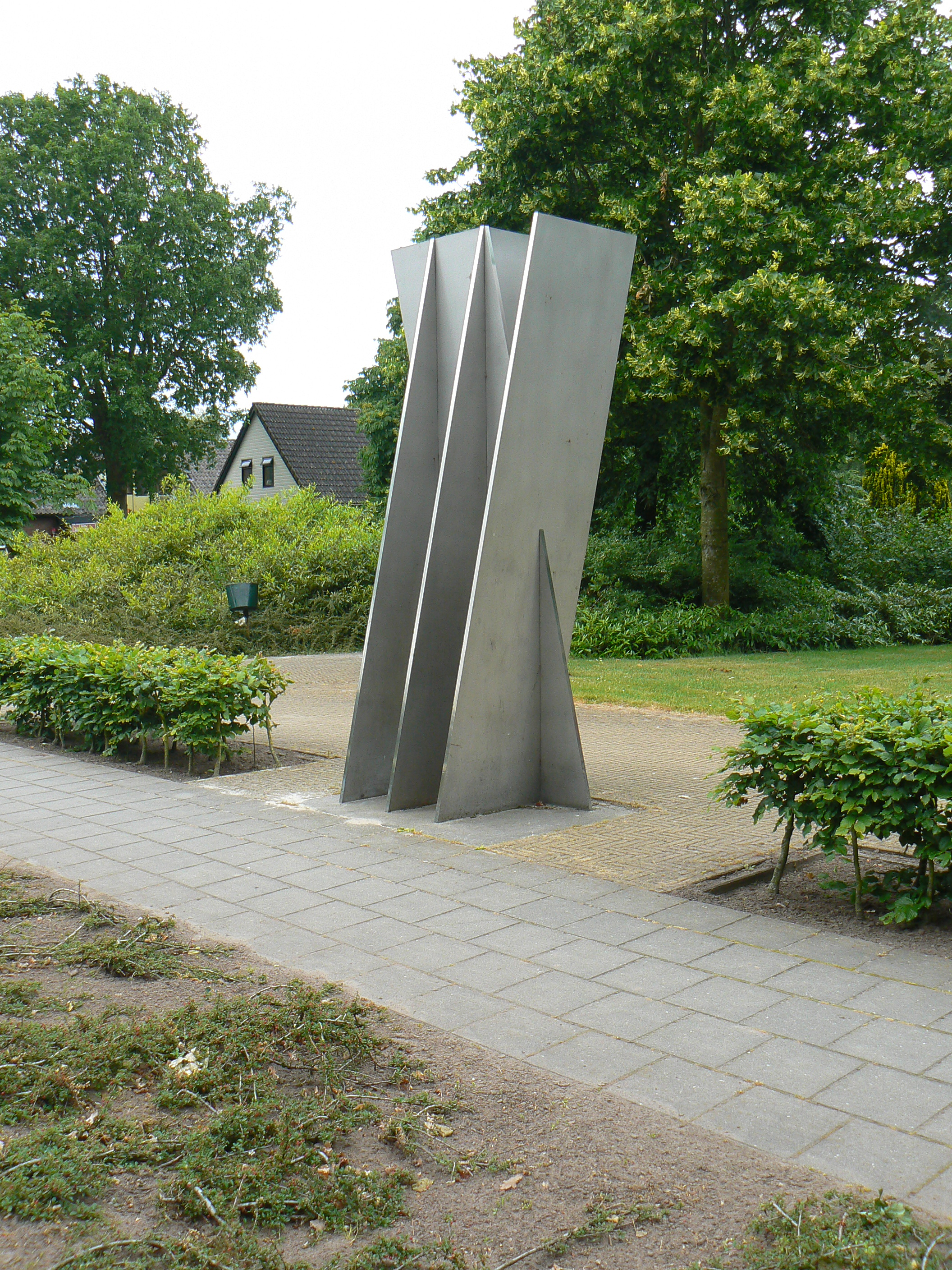
Verzetsmonument (1985) van Paul Hulskamp

In de oorlog is het dorp, dat destijds door de vele wijken en kanalen en de karige wegen slecht bereikbaar was, een wijkplaats voor tientallen Joden, die hier onderduiken. Een belangrijke rol is hierbij weggelegd voor Johannes Post, ongetwijfeld de bekendste inwoner uit de geschiedenis van het dorp. De gereformeerde landbouwer en wethouder van de gemeente Oosterhesselen gaat na de inval van de Duitsers in het verzet, net als vele anderen. Hij zet zich niet alleen in voor de Joodse gemeenschap, maar speelt ook een belangrijke rol in het verzet in het westen van Nederland. Hij wordt twee keer opgepakt: de eerste keer weet hij met behulp van een bevriende politieman te ontvluchten, de tweede keer wordt hij verraden bij een overval op een Amsterdamse gevangenis en meteen de volgende dag doodgeschoten in de duinen bij Overveen.

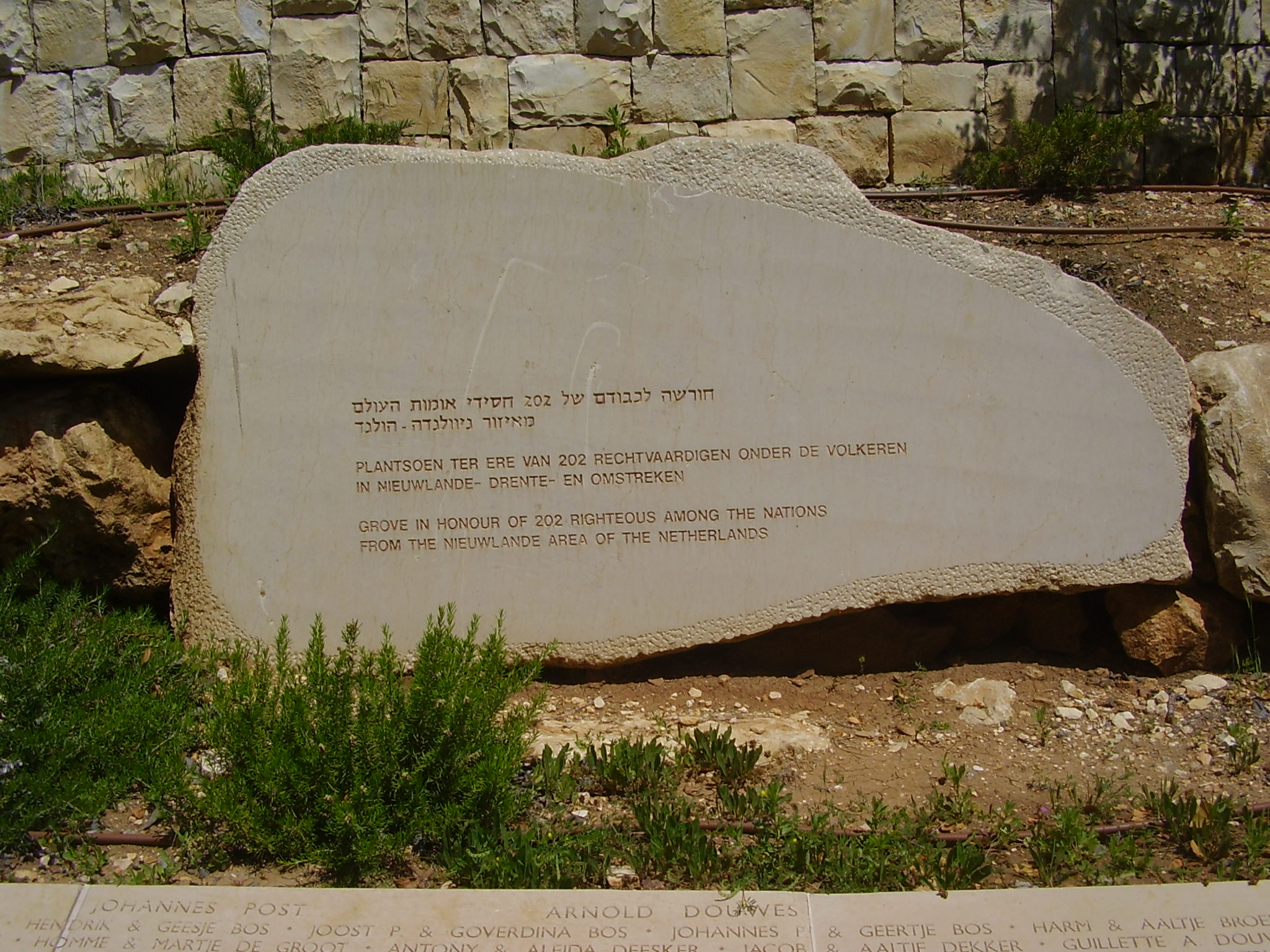
Monument voor Nieuwlande in het park van Yad Vashem

De 117 inwoners die het dorp in de Tweede Wereldoorlog telde, krijgen in 1985 collectief de Israëlische onderscheiding Rechtvaardige onder de Volkeren van Yad Vashem: het is een onderscheiding die doorgaans alleen aan individuele personen wordt toegekend. Ook het dorp als geheel krijgt erkenning: een plaquette in het Yad Vashem-park in Jeruzalem.

### Na de Tweede Wereldoorlog
Na de oorlog worden het Oostopgaande, het Dwarsgat en tal van wijken gedempt als onderdeel van een groots opgezette sanering van het vroegere veengebied. Economisch komt dit de plaats ten goede, terwijl de tegenstellingen van vroeger geleidelijk minder scherp worden.
De tweebaansweg die Hoogeveen en Emmen verbindt, is ontwikkeld tot een volwaardige snelweg, de A37. De op- en afrit bij Geesbrug versnelt de economische ontwikkeling van Nieuwlande in de jaren 80 en 90 van de twintigste eeuw.
Alteveer · Elim · Fluitenberg · Hollandscheveld · Hoogeveen · Nieuw Moscou · Nieuweroord · Nieuwlande (deels) · Nijstad · Noordscheschut · Pesse · Stuifzand · Tiendeveen

Drenthe: Steden en dorpen      Nederland: Provincies · Gemeenten
Plaatsen: Aalden · Achterste Erm · Benneveld · Coevorden · Dalen · Dalerpeel · Dalerveen · De Kiel · Diphoorn · Eldijk · Erm · Gees · Geesbrug · 't Haantje · Holsloot · Langerak · Meppen · Nieuwe Krim · Nieuwlande (deels) · Noord-Sleen · Oosterhesselen · Schoonoord · Sleen · Steenwijksmoer · Stieltjeskanaal · Veenhuizen · Wachtum · Wezup · Wezuperbrug · Zweeloo · Zwinderen

Overige: Ballast · De Haar · De Mars · Den Hool · Kibbelveen · Klooster · Padhuis · Pikveld · Schimmelarij · Vlieghuis · Weijerswold

Drenthe: Steden en dorpen      Nederland: Provincies · Gemeenten